# Hexarthrius andreasi
Hexarthrius andreasi là một loài bọ cánh cứng trong họ Lucanidae. Loài này được Schenk mô tả khoa học năm 2004.